# Buinen
Buinen (52° 56′ N, 6° 50′ L) é uma cidade dos Países Baixos, na província de Drente. Buinen pertence ao município de Borger-Odoorn, e está situada a 18 km, a norte de Emmen.
Em 2001, a cidade de Buinen tinha 390 habitantes. A área urbana da cidade é de 0.21 km², e tem 150 residências. 
A área de Buinen, que também inclui as partes periféricas da cidade, bem como a zona rural circundante, tem uma população estimada em 830 habitantes.